# Engelbert Leber
Engelbert Leber (* 2. November 1876 in Koblenz; † 29. September 1920) war ein deutscher Metallurg.

## Leben
Engelbert Leber studierte wie sein älterer Bruder Jacob, der später in Koblenz eine Eisengießerei-Maschinenfabrik besaß, an der Bergakademie Freiberg Hüttenkunde. Nach Abschluss des Studiums und Promotion zum Dr.-Ing. habilitierte er sich an der Bergakademie. Seit 1912  hielt er spezielle Vorlesungen zur Gießereikunde. Neben technologischen Fragen zur Tempergussherstellung und zum Glühfrischen befasste er sich auch mit betriebswirtschaftlichen Aspekten des Gießereiwesens. Er verfasste die Biographie Adolf Ledeburs, eines der Begründer der wissenschaftlichen Behandlung des Gießereiwesens.
Leber war wie sein Bruder Angehöriger des Corps Franconia Freiberg.

## Schriften
- Die Frage der Selbstkostenberechnung von Gußstücken in Theorie und Praxis, 1910
- Adolf Ledebur der Eisenhüttenmann: Sein Leben, Wesen und seine Werke, 1912
- Die Kultur der Gegenwart und das Eisen unter Berücksichtigung der Zeitlage, 1915
- Die Herstellung des Tempergusses und die Theorie des Glühfrischens nebst Abriß über die Anlage von Tempergießereien: Handbuch für den Praktiker und Studierenden, 1919